# Nia DaCosta
Nia DaCosta (New York, 8 novembre 1989) è una regista e sceneggiatrice statunitense.

## Biografia
DaCosta nacque a New York nel borough di Brooklyn, ma crebbe nel quartiere di Harlem. Inizialmente indirizzata verso la carriera di scrittrice, decise di dedicarsi al cinema dopo aver visto il film Apocalypse Now e, prendendo come ispirazione i registi Martin Scorsese, Sidney Lumet, Steven Spielberg e Francis Ford Coppola, si iscrisse alla New York University Tisch School of the Arts. Fu proprio lì che conobbe Scorsese mentre lavorava come assistente alla produzione televisiva.
Dopo aver terminato il college, debuttò come regista nel 2018 con il film Little Woods, acclamato dalla critica e dal pubblico e presentato in anteprima al Tribeca Film Festival il 21 aprile di quell'anno.
Sempre nel 2018 fu scelta inoltre per dirigere Candyman, sequel diretto del primo film uscito nel 1992. Da Costa si occupò anche della sceneggiatura insieme a Jordan Peele e Win Rosenfeld. Il film, rinviato più volte a seguito della diffusione della pandemia di COVID-19, è uscito nelle sale il 27 agosto 2021.
Nell'agosto 2020 fu chiamata a dirigere The Marvels, seguito di Captain Marvel, uscito nelle sale il 10 novembre 2023.

## Filmografia

### Regista

#### Lungometraggi
- Little Woods (2018)
- Candyman (2021)
- The Marvels (2023)

#### Cortometraggi
- The Black Girl Dies Last (2009)
- Night and Day (2013)

#### Televisione
- Top Boy - serie TV, 2 episodi (2019)
- Ms. Marvel - miniserie TV, scena durante i titoli di coda dell'episodio No Normal (2022)

### Sceneggiatrice

#### Lungometraggi
- Little Woods (2018)
- Candyman (2021)
- The Marvels (2023)

#### Cortometraggi
- The Black Girl Dies Last (2009)
- Celeste, regia di Lexi Kirsch (2014)
- Livelihood, regia di Catrin Hedström (2014)